# Nécropole de Torredelcampo
La nécropole de Torredelcampo (en espagnol : Necrópolis [visigoda] de Torredelcampo) est une nécropole wisigothique découverte à Cerro Miguelico (es), près de Torredelcampo, dans la province de Jaén, en Andalousie.

## Histoire
La nécropole se situe à environ 200 m au sud de Torredelcampo, à proximité de la route Camino de Jamilena a Torredelcampo.
Elle se compose d'une vingtaine de sépultures excavées dans la roche ; elle comporte également des tombes musulmanes des VIIIe et IXe siècles. 